# تشاك ليدل
تشاك ليدل (بالإنجليزية: Chuck Liddell) هو لاعب كاراتيه أمريكي، ولد في 17 ديسمبر 1969 في سانتا باربارا في الولايات المتحدة.

## وصلات خارجية
- الموقع الرسمي
- تشاك ليدل على موقع يو إف سي (الإنجليزية)
- تشاك ليدل على موقع شيردوغ (الإنجليزية)
- تشاك ليدل على موقع Tapology.com (الإنجليزية)
- تشاك ليدل على موقع IMDb (الإنجليزية)
- تشاك ليدل على موقع إن إن دي بي (الإنجليزية)
- تشاك ليدل على موقع قاعدة بيانات الفيلم (الإنجليزية)